# 현대시학
《현대시학》(現代詩學)은 대한민국의 월간 시 전문 문예지이다.

## 개요
1969년 4월 서울시 서대문구 충정로 2가 75번지 에서 시인 전봉건이 주재하여 창간되었다. 창간 당시의 편집위원은 박두진·박목월·박남수·구상·김춘수·전봉건 등이다.
또한 「현대시학작품상」을 제정하여 1970년 제1회 박용래를 시작으로 김종삼·김선영·정진규 등이 수상하였다. 이후 잠시 중단되었다가 2002년부터 다시 시상하기 시작해 이원·이장욱·이덕규·박형준·이병률·장석원·위선환·권혁웅 등이 수상하고 2011년 제16회 조연호가 수상하는 등 현재까지 계속 시상하고 있다.
《현대시학》을 통하여 등단한 시인으로는 조정권·조창환·최승호·이하석·이윤택·고정희·한영옥·김언희·이선영·최정례·신현림·이규리·이나명·성미정·조말선·우대식·정병근·안시아 등이 있다.

## 같이 보기
- 한국시학회
- 한국시학연구
- 한국문학신문